# Cathédrale de Phat Diem
Pour les articles homonymes, voir Cathédrale Notre-Dame-du-Rosaire.
La cathédrale Notre-Dame-Reine-du-Rosaire de Phát Diệm est le plus grand ensemble architectural  catholique du Viêt Nam.
Elle a été construite à Phát Diệm par le Père Six à la fin du XIXe siècle et est située dans le district de Kim Sơn, à 30 kilomètres de Hoa Lư. Elle dépend du diocèse de Phát Diệm.

## Histoire

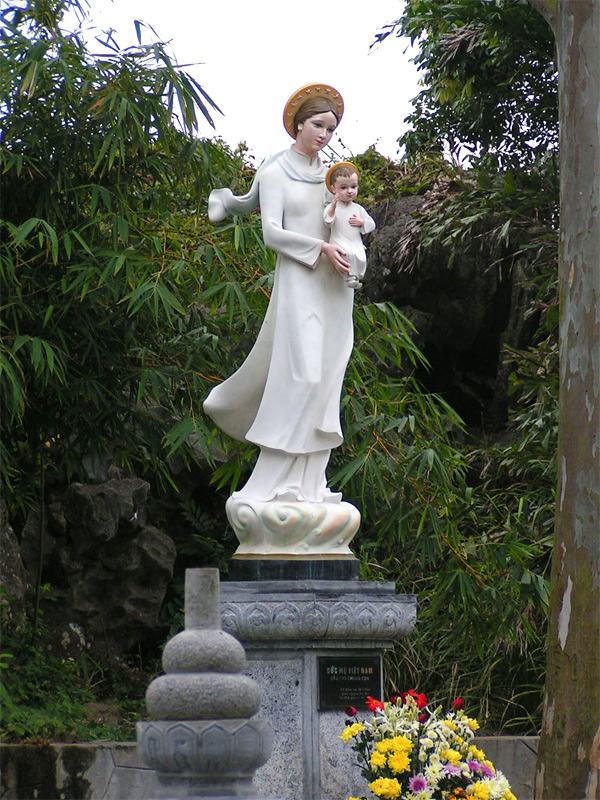
Statue de Notre-Dame de La Vang

Au début du XIXe siècle, Phat Diem n'était qu'une zone de marécages insalubres, où ne poussaient que roseaux et mauvaises herbes. En 1828, le mandarin Nguyễn Công Trứ y est envoyé en tant qu'administrateur et lance de grands travaux d'assèchement et de valorisation des terres, qui permettent la création de deux nouveaux districts, le district de Kim Son (« Mont d'or ») et celui de Tiền Hải (en) (« Mer d'argent »).
C'est dans le district de Kim Son que le père Pierre Tran Luc, plus connu sous le nom de Père Six, est nommé en 1865 comme curé de la paroisse de Phat Diem. Il se lance aussitôt dans des grands travaux et commence par assécher les marais, en enfonçant sur plusieurs dizaines de mètres des pierres et des millions de bambous.
L'édification de la cathédrale s'effectue ensuite progressivement. Elle débute par la construction d'une grotte artificielle (la grotte de Bethléem), qui sert au Père Six à calculer le coefficient d'affaissement du terrain. Après avoir consolidé une nouvelle fois les soubassements de la cathédrale, il creuse les fondations de l'édifice, dont il  dessine les plans : il le divise en neuf travées, confiées chacune à l'une des neuf équipes d'artisans qu'il a formées.
La construction du bâtiment principal est achevée en 1899, à peine trois mois après le début effectif des travaux.
Mgr Marcou, mep (1858-1939), natif de Lunel et premier vicaire apostolique de Phat Diem, est enterré dans le chœur de la cathédrale.

## Composition et situation
L'ensemble architectural de Phat Diem comprend, outre le bâtiment principal, cinq chapelles, trois grottes artificielles, un campanile (petit clocher appelé Phuong Dinh), deux portiques, un calvaire et un étang.
Il est construit selon une orientation nord-sud, au milieu du bourg de Phat Diem. Un étang avec un îlot surplombé par une statue du Christ-Roi a été creusé en 1925 à l'avant de l'édifice afin de remblayer le terrain.

## Galerie

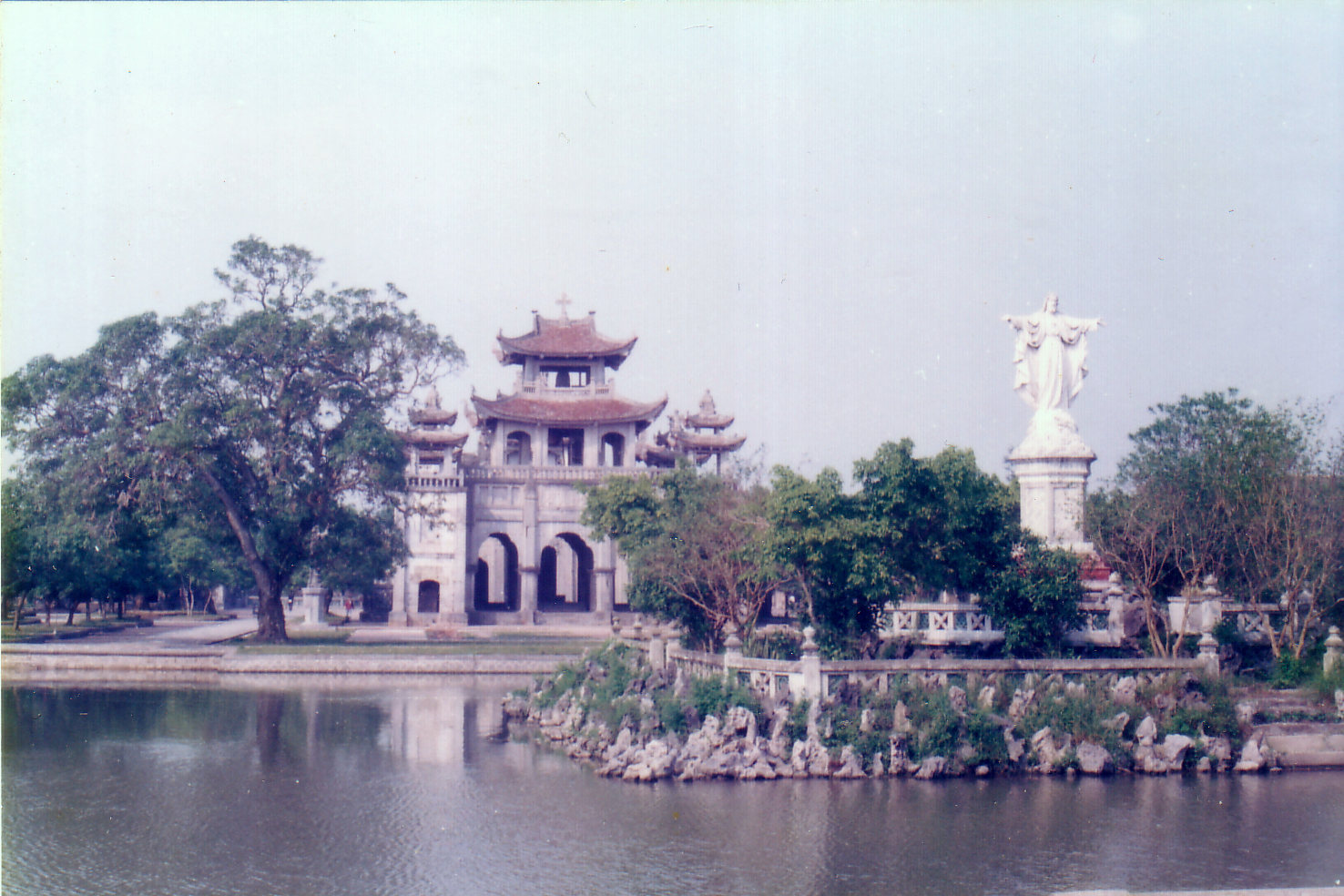
Vue générale avec la statue du Christ et l'étang.
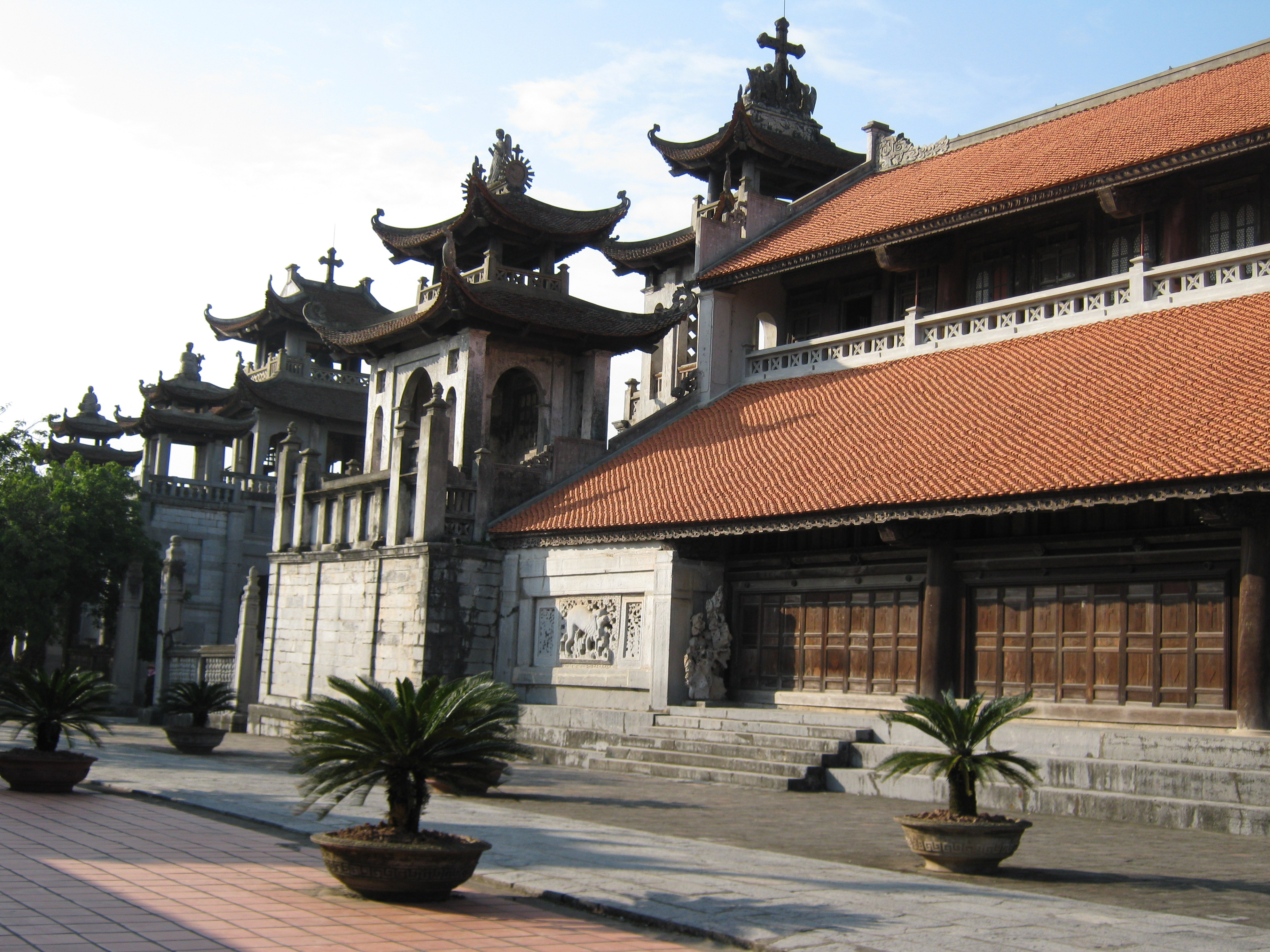
Vue latérale de la cathédrale.
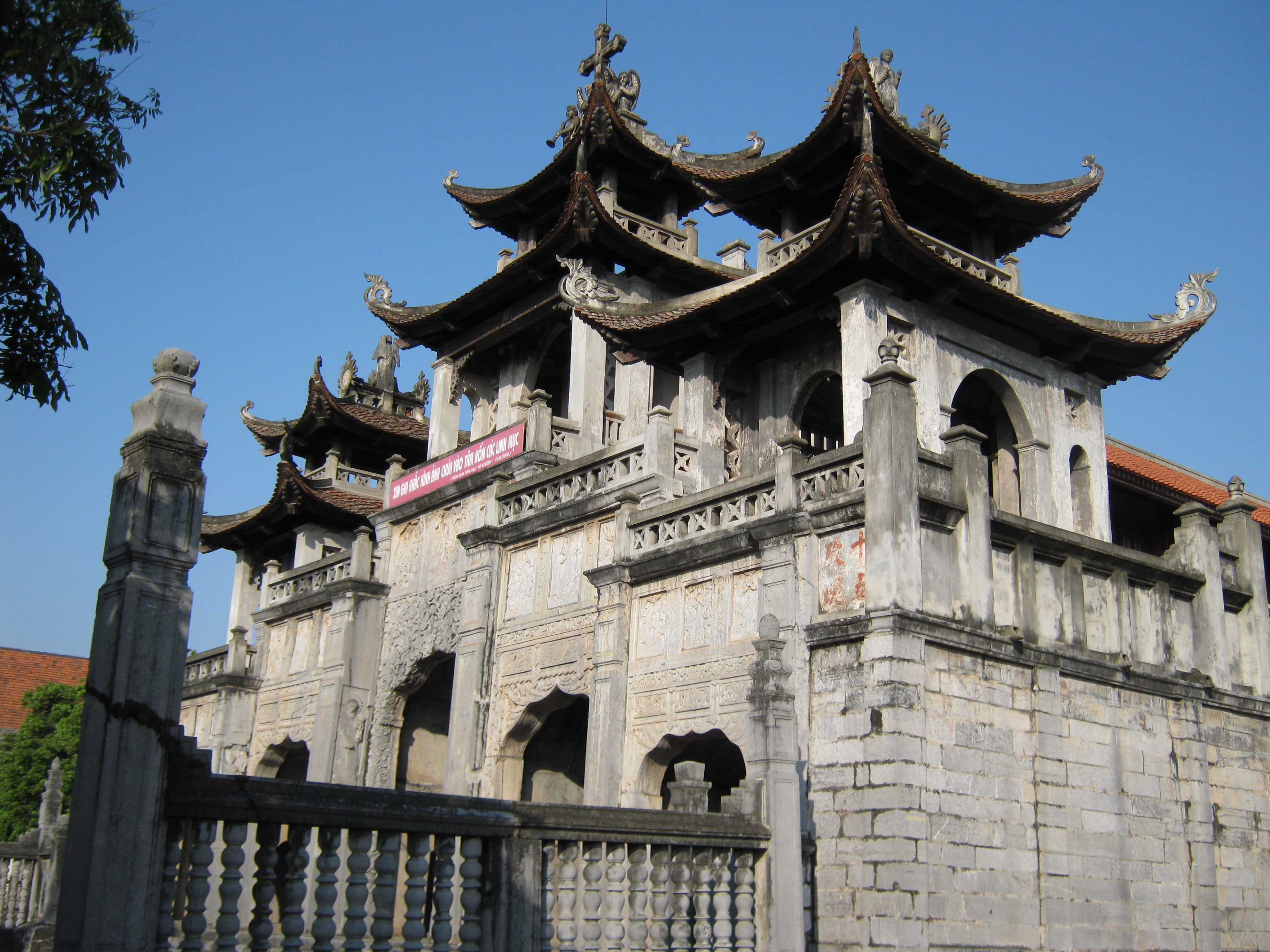
Le campanile ou  lanterne (Phuong Dinh).
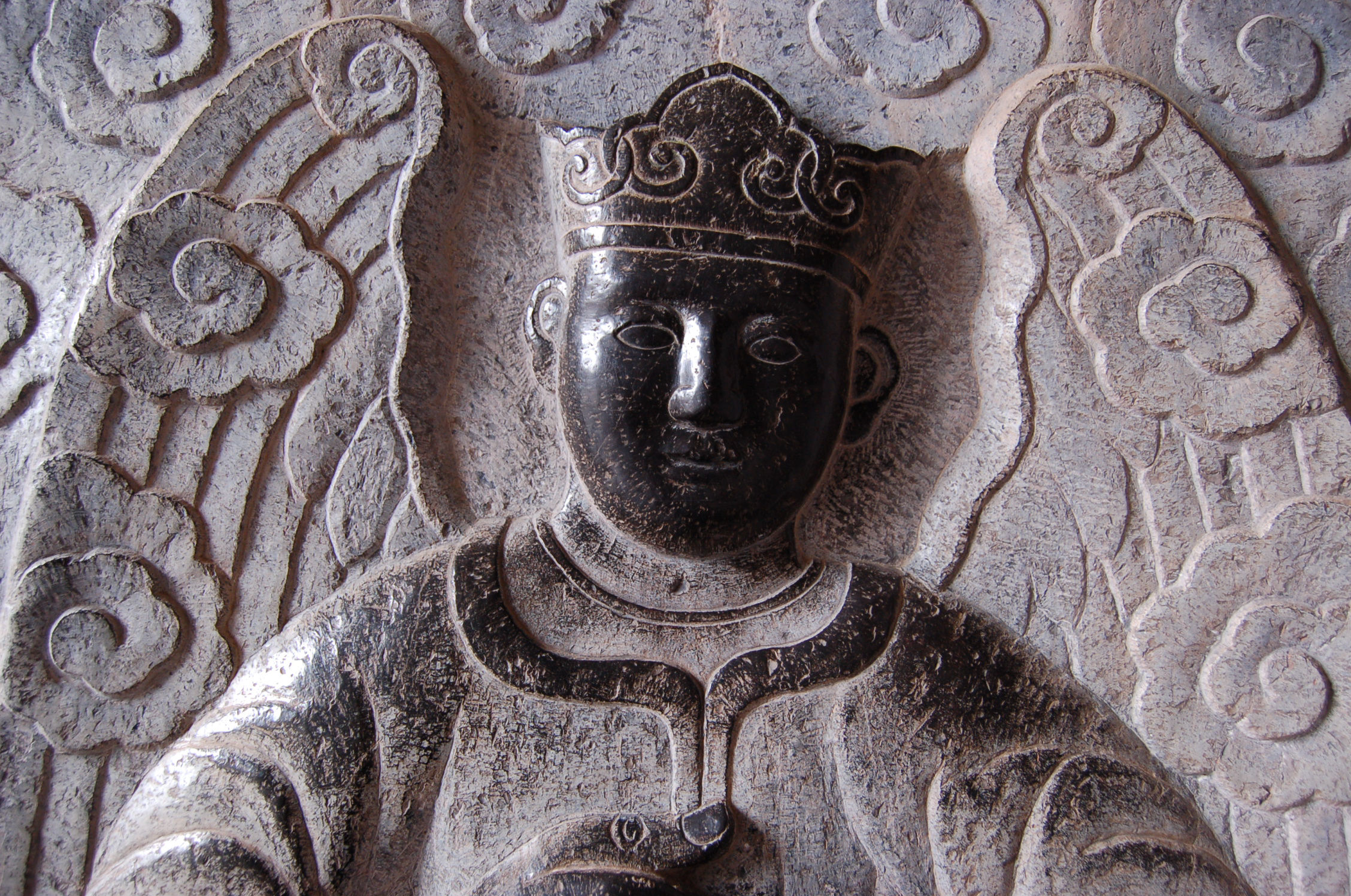
Un ange sculpté dans la pierre.
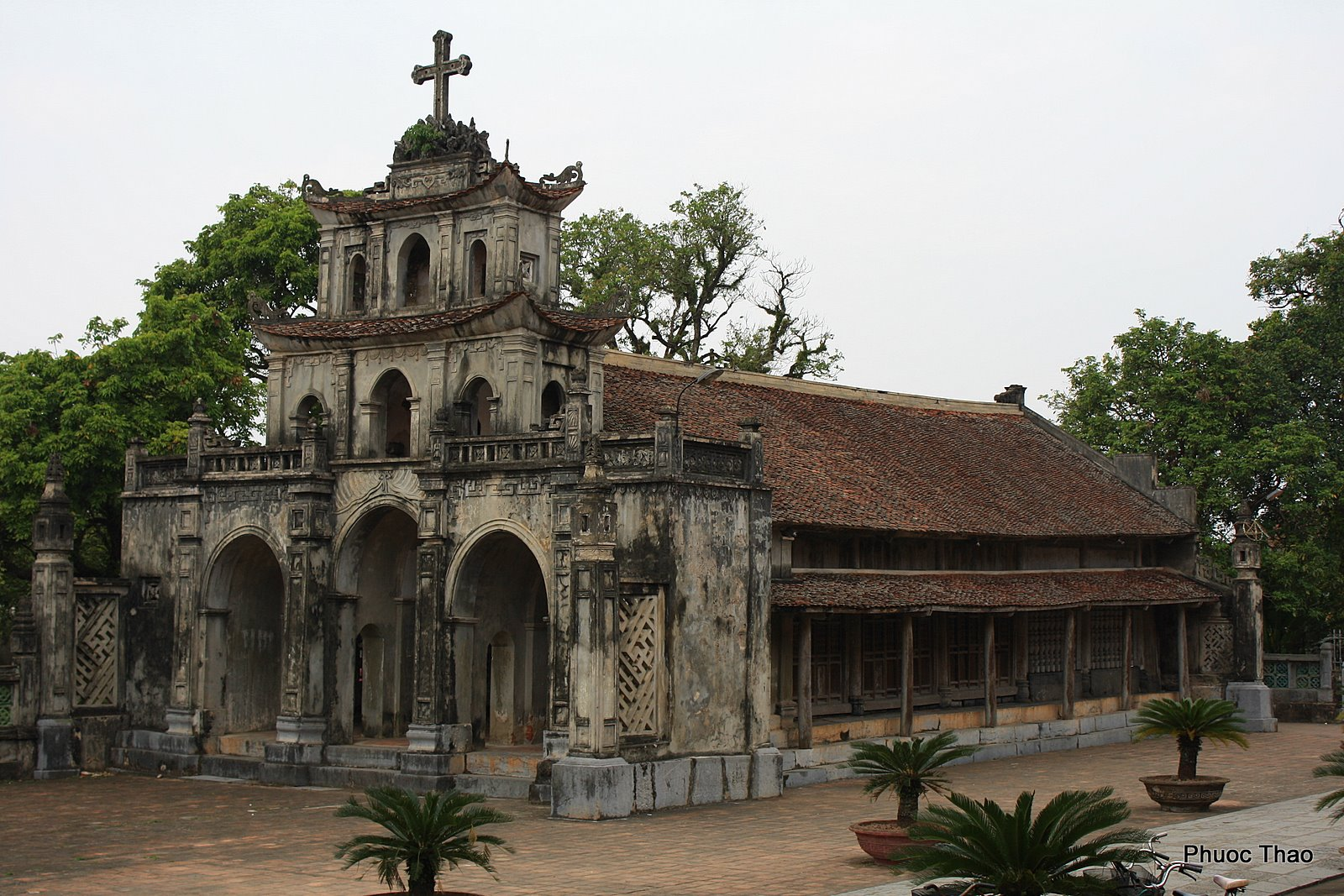
La chapelle Saint-Pierre.